# 문태권
문태권(한국 한자: 文泰權, 1968년 5월 14일 ~ )은 대한민국의 전 축구 선수이며, 포지션은 수비수였다.